# Lista de herdeiros do trono francês
Esta é uma lista de indivíduos que foram, em dado período de tempo, considerados os herdeiros do trono do Reino de França (987-1792) e do Império Francês (1804-1815; 1852-1870), em caso de abdicação ou morte do monarca incumbente. Os herdeiros (presuntivos ou aparentes) que, de fato, sucederam ao monarca francês são representados em negrito.
A lista inclui nobres a partir de 1180, quando os monarcas franceses passaram a ser sucedidos por seus herdeiros legítimos de linhagem masculina dispensando a sucessão eletiva que vigorava desde 987. Apenas em 1187, Luís, o Leão torna-se o primeiro nobre francês declarado herdeiro legítimo de um monarca predecessor (no caso, seu pai Filipe II). Nos séculos decorrentes, a sucessão ao trono francês foi marcada por severas disputas dinásticas e, inclusive, manobras políticas dentro das próprias dinastias, levando a eventuais conflitos e afastamento ou abdicação de monarcas e seus respectivos herdeiros. Neste contexto, Henrique V de Inglaterra e seus herdeiros assumiram o trono francês no período que se estende de 1422 a 1453 em decorrência do Tratado de Troyes, que excluía os direitos da Casa de Valois da sucessão ao trono. A questão foi revertida somente com o fim da Guerra dos Cem Anos. 
As chamadas leis fundamentais do Reino de França, bem como as constituições de 1791, 1804, 1814, 1830 e 1852 previam a manutenção da lei sálica, fazendo com que somente indivíduos primogênitos do sexo masculino fossem considerados herdeiros ao trono. De toda forma, nenhuma mulher reinou por direito próprio em toda a história da França ou sequer foram considerados herdeiros do sexo feminino, nem mesmo na condição de presuntivos. Entre 1349 e 1831, os herdeiros aparentes ao trono francês ostentaram o título de Delfim de França e de Príncipe Imperial de França de 1852 a 1870. 
Após diversas reformas e adaptações ao longo da história moderna, especialmente no século XIX, o sistema monárquico francês foi definitivamente abolido em 1870 com a deposição de NapoleãoIII  e o estabelecimento da Terceira República Francesa. Ainda assim, o último herdeiro monárquico Napoleão Eugênio manteve seus títulos nobiliárquicos em cortesia até sua morte em 1879. 

## Herdeiros ao trono francês
| Monarca       | Herdeiro                            | Condição            | Relação com o monarca | Período                 | Período                 |
| ------------- | ----------------------------------- | ------------------- | --------------------- | ----------------------- | ----------------------- |
| Carlos VII    | Carlos, Duque de Orleães            | Herdeiro presuntivo | Primo                 | 21 de outubro de 1422   | 3 de julho de 1423      |
| Carlos VII    | Luís                                | Herdeiro aparente   | Filho                 | 3 de julho de 1423      | 22 de julho de 1461     |
| Luís XI       | Carlos de Berry                     | Herdeiro presuntivo | Irmão                 | 22 de julho de 1461     | 30 de junho de 1470     |
| Luís XI       | Carlos                              | Herdeiro aparente   | Filho                 | 30 de junho de 1470     | 30 de agosto de 1483    |
| Carlos VIII   | Luís de Orleães                     | Herdeiro presuntivo | Primo                 | 30 de agosto de 1483    | 6 de dezembro de 1495   |
| Carlos VIII   | Carlos Orlando                      | Herdeiro aparente   | Filho                 | 11 de outubro de 1492   | 6 de dezembro de 1495   |
| Carlos VIII   | Luís de Orleães                     | Herdeiro presuntivo | Primo                 | 6 de dezembro de 1495   | 8 de setembro de 1496   |
| Carlos VIII   | Carlos                              | Herdeiro aparente   | Filho                 | 8 de setembro de 1496   | 2 de outubro de 1496    |
| Carlos VIII   | Luís de Orleães                     | Herdeiro presuntivo | Primo                 | 2 de outubro de 1496    | Julho de 1497           |
| Carlos VIII   | Francisco                           | Herdeiro aparente   | Filho                 | Julho de 1497           | Janeiro de 1498         |
| Carlos VIII   | Luís de Orleães                     | Herdeiro presuntivo | Primo                 | Janeiro de 1498         | 7 de abril de 1498      |
| Luís XII      | Francisco de Angolema               | Herdeiro presuntivo | Primo                 | 7 de abril de 148       | 1 de janeiro de 1515    |
| Francisco I   | Carlos, Duque de Alençon            | Herdeiro presuntivo | Primo                 | 1 de janeiro de 1515    | 28 de fevereiro de 1518 |
| Francisco I   | Francisco de Valois                 | Herdeiro aparente   | Filho                 | 28 de fevereiro de 1518 | 10 de agosto de 1536    |
| Francisco I   | Henrique                            | Herdeiro aparente   | Filho                 | 10 de agosto de 1536    | 31 de março de 1547     |
| Henrique II   | Francisco                           | Herdeiro aparente   | Filho                 | 31 de março de 1547     | 10 de julho de 1559     |
| Francisco II  | Carlos                              | Herdeiro presuntivo | Irmão                 | 10 de julho de 1559     | 5 de dezembro de 1560   |
| Carlos IX     | Henrique                            | Herdeiro presuntivo | Irmão                 | 5 de dezembro de 1560   | 30 de maio de 1574      |
| Henrique III  | Francisco, Duque de Anjou           | Herdeiro presuntivo | Irmão                 | 30 de maio de 1574      | 19 de junho de 1584     |
| Henrique III  | Henrique de Navarra                 | Herdeiro presuntivo | Primo                 | 19 de junho de 1584     | 2 de agosto de 1589     |
| Henrique IV   | Carlos de Bourbon                   | Herdeiro presuntivo | Tio                   | 2 de agosto de 1589     | 9 de maio de 1590       |
| Henrique IV   | Henrique, Príncipe de Condé         | Herdeiro presuntivo | Primo                 | 9 de maio de 1590       | 27 de setembro de 1601  |
| Henrique IV   | Luís                                | Herdeiro aparente   | Filho                 | 27 de setembro de 1601  | 14 de maio de 1610      |
| Luís XIII     | Nicolau Henrique, Duque de Orleães  | Herdeiro presuntivo | Irmão                 | 14 de maio de 1610      | 17 de novembro de 1611  |
| Luís XIII     | Gastão, Duque d'Orleães             | Herdeiro presuntivo | Irmão                 | 17 de novembro de 1611  | 5 de setembro de 1638   |
| Luís XIII     | Luís                                | Herdeiro aparente   | Filho                 | 5 de setembro de 1638   | 14 de maio de 1643      |
| Luís XIV      | Filipe de França, Duque de Orleães  | Herdeiro presuntivo | Irmão                 | 14 de maio de 1643      | 1 de novembro de 1661   |
| Luís XIV      | Luís, Grande Delfim de França       | Herdeiro aparente   | Filho                 | 1 de novembro de 1661   | 14 de abril de 1711     |
| Luís XIV      | Luís, Duque da Borgonha             | Herdeiro aparente   | Neto                  | 14 de abril de 1711     | 18 de fevereiro de 1712 |
| Luís XIV      | Luís, Duque da Bretanha             | Herdeiro aparente   | Bisneto               | 18 de fevereiro de 1712 | 8 de março de 1712      |
| Luís XIV      | Luís                                | Herdeiro aparente   | Bisneto               | 8 de março de 1712      | 1 de setembro de 1715   |
| Luís XV       | Filipe II, Duque d'Orleães          | Herdeiro presuntivo | Primo                 | 1 de setembro de 1715   | 2 de dezembro 1723      |
| Luís XV       | Luís, Duque de Orleães              | Herdeiro presuntivo | Primo                 | 2 de dezembro de 1723   | 4 de setembro de 1729   |
| Luís XV       | Luís, Delfim de França              | Herdeiro aparente   | Filho                 | 4 de setembro de 1729   | 20 de dezembro de 1765  |
| Luís XV       | Luís-Augusto                        | Herdeiro aparente   | Neto                  | 20 de dezembro de 1765  | 10 de maio de 1774      |
| Luís XVI      | Luís, Conde da Provença             | Herdeiro presuntivo | Irmão                 | 10 de maio de 1774      | 22 de outubro de 1781   |
| Luís XVI      | Luís José, Delfim da França         | Herdeiro aparente   | Filho                 | 22 de outubro de 1781   | 4 de junho de 1789      |
| Luís XVI      | Luís Carlos                         | Herdeiro aparente   | Filho                 | 4 de junho de 1789      | 21 de setembro de 1792  |
| Napoleão      | José                                | Herdeiro presuntivo | Irmão                 | 20 de maio de 1804      | 20 de março de 1811     |
| Napoleão      | Napoleão                            | Herdeiro aparente   | Filho                 | 20 de março de 1811     | 6 de abril de 1814      |
| Luís XVIII    | Carlos, Conde de Artois             | Herdeiro presuntivo | Irmão                 | 4 de junho de 1814      | 19 de março de 1815     |
| Luís XVIII    | Carlos, Conde de Artois             | Herdeiro presuntivo | Irmão                 | 8 de julho de 1815      | 16 de setembro de 1824  |
| Carlos X      | Luís Antônio, Duque de Angolema     | Herdeiro aparente   | Filho                 | 16 de setembro de 1824  | 2 de agosto de 1830     |
| Luís Filipe I | Fernando Filipe, Duque de Orleães   | Herdeiro aparente   | Filho                 | 9 de agosto de 1830     | 13 de julho de 1842     |
| Luís Filipe I | Luís Filipe, Conde de Paris         | Herdeiro aparente   | Neto                  | 13 de julho de 1842     | 24 de fevereiro de 1848 |
| Napoleão III  | Jerónimo Bonaparte                  | Herdeiro presuntivo | Tio                   | 18 de dezembro de 1852  | 16 de março de 1856     |
| Napoleão III  | Napoleão Eugénio, Príncipe Imperial | Herdeiro aparente   | Filho                 | 16 de março de 1856     | 4 de setembro de 1870   |